# K.K. Partizan 1992-1993
Questa pagina raccoglie le informazioni riguardanti il Košarkaški klub Partizan nelle competizioni ufficiali della stagione 1992-1993.

## Roster
| N° | Naz.                  | Ruolo | Sportivo              |  | Alt. |  |
| -- | --------------------- | ----- | --------------------- |  | ---- |  |
| 5  | Jugoslavia (bandiera) | P     | Gavrilo Pajović       |  | 187  |  |
| 6  | Jugoslavia (bandiera) | AP    | Nikola Lončar         |  | 198  |  |
| 7  | Slovenia (bandiera)   | AP    | Miljan Goljović       |  | 202  |  |
| 8  | Jugoslavia (bandiera) | C     | Zoran Stevanović      |  | 207  |  |
| 9  | Jugoslavia (bandiera) | G     | Miroslav Berić        |  | 200  |  |
| 10 | Jugoslavia (bandiera) |       | Aleksandar Ivanović   |  |      |  |
| 11 | Jugoslavia (bandiera) | C     | Željko Rebrača        |  | 213  |  |
| 12 | Jugoslavia (bandiera) | AG    | Mlađan Šilobad        |  | 208  |  |
| 13 | Jugoslavia (bandiera) | AG    | Slaviša Koprivica     |  | 205  |  |
| 14 | Jugoslavia (bandiera) | C     | Predrag Drobnjak      |  | 211  |  |
| 14 | Jugoslavia (bandiera) | P     | Vladimir Dragutinović |  | 192  |  |
| 15 | Jugoslavia (bandiera) |       | Slađan Stojković      |  |      |  |
|    | Jugoslavia (bandiera) |       | Bojan Popović         |  |      |  |
|    | Jugoslavia (bandiera) | C     | Aleksandar Glintić    |  | 208  |  |
|    | Slovenia (bandiera)   | C     | Radoslav Nesterovič   |  | 213  |  |
|    | Jugoslavia (bandiera) | All.  | Željko Obradović      |  |      |  |